# Осморецептор
Осморецептор — рецептор, воспринимающий изменения осмотической концентрации окружающей жидкости. У позвоночных животных осморецепторы, как правило, являются интерорецепторами, у насекомых они могут находиться на ротовых конечностях и выполнять функции рецепторов «водного вкуса» .

## Биологическая роль
Осмотическая концентрация внутренней среды у млекопитающих поддерживается на строго постоянном уровне. Её величина определяется, главным образом, соотношением приёма и потерь воды и NaCl, который определяет осмолярность на 80 %. Как приём, так и потери этих веществ могут изменяться в очень широких пределах. Соответственно, система осморегуляции должна постоянно получать информацию о величине осмолярности внутренней среды, а также о всасывании воды и осмотически активных веществ из желудочно-кишечного тракта. Эту информацию предоставляют осморецепторы. Поскольку основным эффектором осморегулирующей системы является почка, то с осморецепторов начинаются рефлексы, регулирующие работу почки (главным образом, путём выделения антидиуретического гормона), а также рефлексы питьевого поведения. Выведение натрия почкой, возможно, так же регулируется рефлексами осморецепторов, хотя механизмы этой реакции до сих пор малоизучены, да и тип рецепторов является предметом активной полемики.

## Локализация
В 1946 году английский исследователь Е.Верней обнаружил , что введение в сонную артерию гиперосмотических растворов почти любой химической природы вызывает секрецию неизвестного на тот момент гормона, тормозящего выведение воды почкой. Дальнейшие исследования позволили локализовать центр и рецепторы данной реакции в супраоптическом и паравентрикулярном ядрах гипоталамуса. Длительное время считалось, что осморецепторы находятся именно и только в этой области, получившей название «зона Вернея». Позже, работами группы Я. Д. Финкинштейна и Л. К. Великановой было установлено, что локальные сдвиги осмолярности в бассейне воротной вены приводят к изменениям секреции вазопрессина  . Это наблюдение вело к предположению о существовании осморецепторов в гепато-портальной зоне. Позже сходный результат был получен A. Baertschi ,. Существование осморецепторов печени было подтверждено так же электрофизиологически, методом вызванных потенциалов . По-видимому, рецепторы бассейна воротной вены обеспечивают информацию о составе всасывающейся в кишечнике жидкости и позволяют отреагировать на неё до возникновения сдвигов осмолярности в системном кровотоке. В настоящее время рецепторы зоны Вернея принято называть «центральными» осморецепторами, тогда как остальные — «периферическими».

## Предположительные механизмы рецепции
У млекопитающих относительно изучены в настоящее время центральные осморецепторы. Морфологический субстрат периферических пока не найден. Соответственно, обсуждаемые ниже данные относятся к центральным рецепторам млекопитающих и к рецепторам беспозвоночных.
Общепринята гипотеза о работе осморецепторов по принципу осмометра: понижение осмолярности окружающей среды ведёт к набуханию рецепторной клетки, повышение — к сморщиванию. В крупноклеточных нейронах супраоптического и паравентрикулярного ядер гипоталамуса повышение осмолярности окружающей жидкости вызывает деполяризацию и возбуждение, понижение — гиперполяризацию и торможение. Результаты экспериментов методом patch-clamp дают основание предполагать, что эта реакция на сморщивание клетки опосредована механочувствительными катионными каналами  Альтернативно, роль первичных осмосенсоров могут выполнять глиальные клетки, в которых имеются белки водных каналов AQP4, что обеспечивает достаточно быстрое набухание или сморщивание в ответ на изменения смолярности. У плодовой мушки Drosophila melanogaster обнаружены вкусовые рецепторы на ротовых конечностях, отвечающие за «водный вкус». За их работу отвечают натриевые ионные каналы из семейства дегенеринов, чувствительные к гипоосмотическим растворам . Сходные каналы у С.elegans включены в механочувствительность . Возможно, осморецепторы, отвечающие за восприятие «водного вкуса», есть и у млекопитающих. Следует отметить, что механочувствительные ионные каналы, отвечающие на набухание или сморщивание клетки — это довольно большая и разнообразная, далеко не полностью изученная группа белков, важных прежде всего для регуляции объёма клетки . Соответственно, любой из этих каналов в настоящее время может рассматриваться как потенциальный кандидат на участие в нейрональной осморецепции.